# Condado de Clay (Kansas)
El condado de Clay (en inglés: Clay County) es un condado en el estado estadounidense de Kansas. En el censo de 2000 el condado tenía una población de 8.822 habitantes. La sede de condado es Clay Center. El condado fue fundado el 20 de febrero de 1857 y fue nombrado en honor a Henry Clay, un senador de Kentucky y el 9° Secretario de Estado de los Estados Unidos.

## Geografía
Según la Oficina del Censo, el condado tiene un área total de 1.698 km² (655 sq mi), de la cual 1.668 km² (644 sq mi) es tierra y 30 km² (11 sq mi) (1,77%) es agua.

### Condados adyacentes
- Condado de Washington (norte)
- Condado de Riley (este)
- Condado de Geary (sureste)
- Condado de Dickinson (sur)
- Condado de Ottawa (suroeste)
- Condado de Cloud (oeste)

## Autopistas importantes
- U.S. Route 24
- Ruta Estatal de Kansas 15

## Demografía
En el  censo de 2000, hubo 8.822 personas, 3.617 hogares y 2.517 familias residiendo en el condado. La densidad poblacional era de 14 personas por milla cuadrada (5/km²). En el 2000 había 4.084 unidades habitacionales en una densidad de 6 por milla cuadrada (2/km²). La demografía del condado era de 97,72% blancos, 0,57% afroamericanos, 0,41% amerindios, 0,15% asiáticos, 0,26% de otras razas y 0,90% de dos o más razas. 0,83% de la población era de origen hispano o latino de cualquier raza. 
La renta promedio para un hogar del condado era de $33.965 y el ingreso promedio para una familia era de $41.103. En 2000 los hombres tenían un ingreso medio de $28.817 versus $17.760 para las mujeres. La renta per cápita para el condado era de $17.939 y el 10,10% de la población estaba bajo el umbral de pobreza nacional.

## Ciudades y pueblos
| - Clay Center - Clifton - Green | - Industry - Longford - Morganville | - Oak Hill - Vining - Wakefield |